# 李氏三龍
李氏三龍，是指於漢末三國時期，益州廣漢四位李氏兄弟裏，其中三位之合稱。因為他們三人各有才能、名望，故時人稱他們三人謂「李氏三龍」。
據出仕年份之推論，四位李氏兄弟的長幼排序或為：兄長李邈（字漢南）、二弟李朝（字偉南）、三弟李邵（字永南）及另一早亡庶弟。其中，並稱「李氏三龍」的則是二弟李朝、三弟李邵及早亡的庶弟。

## 出處
裴松之《三國志注》：「臣松之案耆舊所記，以朝、邵及早亡者為三龍。」
《益部耆舊雜記》：「朝又有一弟，早亡，各有才望，時人號之李氏三龍。」

## 簡紹

### 兄長李邈（漢南）
李邈（？年－234年），字漢南，益州廣漢郪縣（今四川三台縣）人，三國時期蜀漢官吏，官至犍為太守、丞相參軍、安漢將軍。因其性格疏狂率直，故不在「李氏三龍」的行列中。
在東漢末年，李邈已隸屬益州牧劉璋，擔任牛鞞長。
在建安十九年（214年），劉備奪取益州，領益州牧後，被任命為益州從事。任間曾面責劉備本受劉璋之邀來防衛益州，而劉備卻奪去劉璋的地盤。官吏將欲處死，得諸葛亮求情才免死。
很久過後，任犍為太守、丞相參軍、安漢將軍。在諸葛亮第一次北伐時，李邈亦有隨從。後馬謖於街亭之戰大敗，導致北伐功虧一簣，諸葛亮將依軍令斬之，李邈上諫勸阻。但因諫言不合諸葛亮的意願，故被遣返蜀地。
在蜀漢建興十二年（234年），諸葛亮去世，後主劉禪祭祀三日，李邈上諫慶祝並稱諸葛亮「狼顧」等等，劉禪大怒，把他下獄處死。
- 著作：《丞相亮卒上疏》[13][12]

- 子孫無載，或無子孫。

### 二弟李朝（偉南）
李朝（？年－222年），字偉南，益州廣漢郪縣（今四川省三台縣）人，三國時期蜀漢官使，官至別駕從事。與其三弟李邵、庶弟被稱謂「李氏三龍」。
初仕郡功曹，後舉孝廉，任臨邛令，後為別駕從事。
於建安二十四年（219年），曾為群臣作上表之文勸劉備進位漢中王。後隨劉備伐吳。
章武二年（222年），李朝在永安去世。
- 子：李旦，字欽宗，官至蜀漢光祿郎中主事。[18]

- 孫：李毅，字允剛，官至西晉龍驤將軍，封爵成都縣侯。[19]

### 三弟李邵（永南）
李邵（？年－225年），字永南，益州廣漢郪縣（今四川省三台縣）人，三國時期蜀漢官使，官至治中從事。與其二哥李朝、庶弟被稱謂「李氏三龍」。
在劉備定蜀後，被任命為州書佐部從事。
建興元年（223年），被諸葛亮闢為西曹掾。任內，廖立曾向其和蔣琬抱怨劉備用兵失當，又指關羽無軍紀，故失荊州；稱向朗、文恭、郭攸之皆平凡，不能擔重任；並批評王連聚歛錢財，禍害百姓。聽後，李邵和蔣琬以原話告訴諸葛亮，諸葛亮於是上表，廢廖立為庶民，流放汶山郡。
諸葛亮南征時，留其為治中從事，後於任內去世。
- 子孫無載，或無子孫。

### 庶弟
李姓，早亡。
與其二哥李朝、三哥李邵被稱謂「李氏三龍」。
此外無別載。

### 備註
除有載李邈、李朝為李邵兄，李朝又有一弟外，長幼排序實不為知。

## 後續

### 評價
李邈（漢南）
- 常璩《華陽國志．卷十中》：「漢南哽哽，天奪其守。詵詵彥造，或哲或友。昭德音芳，垂名厥後。」

- 裴松之《三國志注》：「以朝、邵及早亡者為三龍。邈之狂直，不得在此數。」

- 任乃強《華陽國志校補圖注》：「《常志》於罪誅者例不贊，《目錄》亦不收。惟於彭羕、李邈讚之，意以為冤故也。」

- 王士騏：「邈之免死，亮之力也；而一言失意，直以狼虎目之，邈真險人哉！」[24]

李朝（偉南）
- 楊戲《季漢輔臣贊》中贊王甫（國山），李邵（永南），馬勳（盛衡），馬齊（承伯），李福（孫德），李朝（偉南），龔祿（德緒），王士（義強）：「國山休風，永南耽思；盛衡、承伯，言藏言時；孫德果銳，偉南篤常。 德緒，義強，志壯氣剛。 濟濟修志，蜀之芬香。」

李邵（永南）
- 楊戲《季漢輔臣贊》中贊王甫（國山），李邵（永南），馬勳（盛衡），馬齊（承伯），李福（孫德），李朝（偉南），龔祿（德緒），王士（義強）：「國山休風，永南耽思；盛衡、承伯，言藏言時；孫德果銳，偉南篤常。 德緒，義強，志壯氣剛。 濟濟修志，蜀之芬香。」

- 諸葛亮：「姜伯約忠勤時事，思慮精密，考其所有，永南、季常諸人不如也。其人，涼州上士也。」[25]

總評（李氏三龍）
- 裴松之《三國志注》：「臣松之案耆舊所記，以朝、邵及早亡者為三龍。」

- 《益部耆舊雜記》：「朝又有一弟，早亡，各有才望，時人號之李氏三龍。」

## 延伸
- 馬氏五常
- 荀氏八龍
- 司馬氏八達